# DEP:重大事故捜査班
『DEP：重大事故捜査班』(DEP：じゅうだいじこそうさはん、原題：Departure) は現在まで続いているカナダの大ヒットしたテレビドラマ。
現在シーズン3まで放送されておりそれぞれ邦題はDEP：重大事故捜査班～航空機編、DEP：重大事故捜査班2～高速列車編、DEP：重大事故捜査班3～旅客船編。
2019年にシーズン1が放送され、平均視聴者数は120万人を超える大ヒットとなり、シーズン2もカナダ全局ドラマ部門で全話1位を記録。カナダ・スクリーン・アワードではシーズン1・2ともに最優秀作品賞にノミネートされた。2022年にリリースされたシーズン3は、アメリカ・イギリス・ドイツ・フランス・スペインなど世界中で放送・配信された。

## 登場人物
ケンドラ・マリー
演：アーチー・パンジャビ
TSIB(運輸安全調査局)の事故調査官。英国人で、ある事故から休職していたが上司の誘いでチームを率いて旅客機の捜索調査をする。
ハワード・ローソン
演：クリストファー・プラマー
TSIBの責任者。ケンドラたちの上司でケンドラを旅客機捜査に引き入れる。シーズン2まで出演。
ドム・ヘイズ
演：クリス・ホールデン＝リード
TSIBの事故調査官。以前は警視庁で働いていた。

## エピソード

### 〜航空機編
| 話数 | 邦題       | 原題          | 英国初放送    | カナダ初放送   | 放送時間 |
| ---- | ---------- | ------------- | ------------- | -------------- | -------- |
| 1    | 信号消失   | Vanished      | 2019年7月10日 | 2020年10月8日  | 43分     |
| 2    | 生存者     | Surviver      | 2019年7月17日 | 2020年10月15日 | 44分     |
| 3    | 第一容疑者 | Prime Suspect | 2019年7月24日 | 2020年10月22日 | 43分     |
| 4    | 偽装工作   | Sabotage      | 2019年7月31日 | 2020年10月29日 | 43分     |
| 5    | 足止め     | Grounded      | 2019年8月7日  | 2020年11月5日  | 43分     |
| 6    | 終局       | Endgame       | 2019年8月14日 | 2020年11月12日 | 43分     |

### 2〜高速列車編
| 話数 | 邦題         | 原題              | 英国初放送   | カナダ初放送  | 放送時間 |
| ---- | ------------ | ----------------- | ------------ | ------------- | -------- |
| 1    | 暴走         | Runaway           | 2021年8月5日 | 2022年7月13日 | 42分     |
| 2    | 逃亡者       | Fugitive          | 2021年8月5日 | 2022年7月20日 | 44分     |
| 3    | 真実に続く道 | Walk the Line     | 2021年8月5日 | 2022年7月27日 | 44分     |
| 4    | 突破口       | Wrecking Ball     | 2021年8月5日 | 2022年8月3日  | 43分     |
| 5    | 自由の国     | Don’t Tread on Me | 2021年8月5日 | 2022年8月10日 | 43分     |
| 6    | 目撃者       | Witness           | 2021年8月5日 | 2022年8月17日 | 43分     |

### 3〜旅客船編
| 話数 | 邦題             | 原題                        | 英国初放送    | カナダ初放送  | 放送時間 |
| ---- | ---------------- | --------------------------- | ------------- | ------------- | -------- |
| 1    | 遭難             | The Tempest                 | 2023年8月2日  | 2023年8月7日  | 43分     |
| 2    | ナローズ号の秘密 | Dead in the Water           | 2023年8月9日  | 2023年8月14日 | 45分     |
| 3    | 密航者           | Stowaway                    | 2023年8月16日 | 2023年8月21日 | 43分     |
| 4    | 死のわな         | Devil and the Deep Blue Sea | 2023年8月23日 | 2023年8月28日 | 44分     |
| 5    | 警告             | Shot Across the Bow         | 2023年8月30日 | 2023年9月4日  | 43分     |
| 6    | 暴かれる嘘       | What Lies Beneath           | 2023年9月6日  | 2023年9月11日 | 43分     |